# 대전중구문화원
대전중구문화원은 대전광역시 중구 대흥로 109에 있는 문화 예술 공연장이다. 대흥동주민센터와 같은 건물을 사용하고 있다.